# 阿柏西普
阿柏西普（英語：Aflibercept，有Eylea（采視明）和Zaltrap（柔癌補）等品牌在市面流通，是用於治療濕性黃斑部病變和轉移性大腸癌的藥物。此藥物是美國的再生元製藥所開發，在美國和歐盟均獲得批准用於醫療用途。
阿柏西普是種血管內皮生長因子（VEGF）抑制劑。

## 醫療用途
適用眼睛治療的阿柏西普 (如Eylea) 用於醫治新生血管性（濕性）老年黃斑部病變、視網膜靜脈阻塞後發生的黃斑水腫、糖尿病黃斑水腫、糖尿病視網膜病變及早產兒視網膜病變。
適用癌症治療的阿柏西普 (如Zaltrap) 與名為FOLFIRI藥物（由5-氟尿嘧啶、亞葉酸、愛萊諾迪肯組成的化學療法藥物) 共同使用，醫治轉移性大腸癌患者對含奧沙利鉑的療程無反應，或是病情轉惡化的患者。
於治療濕性黃斑部病變時，以眼球玻璃體內注射的方式給藥（注射到眼睛中）。於癌症治療，則與FOLFIRI聯合作靜脈注射。
Eylea於2014年8月被批准用於治療個體因糖尿病黃斑部水腫導致的視力障礙。美國食品藥物管理局（FDA）於2019年5月將阿柏西普的適用範圍擴大，糖尿病視網膜病變的全部階段均包括在內。
FDA於2023年2月核准阿柏西普（Eylea）用於治療早產兒視網膜病變。

## 用藥禁忌
眼睛或眼睛附近有感染或活動性發炎的患者禁用如Eylea的阿柏西普，而治療癌症如Zaltrap的阿柏西普則無使用禁忌。

## 不良影響
適用眼部治療的阿柏西普，常見的不良反應有結膜出血、眼痛、白內障、後玻璃體剝離、飛蚊症和高眼壓。
阿柏西普（如Zaltrap）具有抗癌藥物的典型副作用，例如血球數量減少（白血球減少症、嗜中性白血球低下、血小板減少症）、腹瀉和腹痛等胃腸道疾病，以及疲勞。另一常見的影響是高血壓。

## 與其他藥物交互作用
目前尚無藥物與前述兩種配方發生交互作用的描述出現。

## 作用機轉
於濕性黃斑部病變患者中，在脈絡膜毛細血管（眼睛中的一層微血管）中會有異常血管生長現象，導致視網膜黃斑下方發生血液和蛋白質滲漏。
阿柏西普 (Zaltrap) 與循環VEGF結合，發揮"VEGF捕集"的作用。因此它可抑制血管內皮生長因子亞型VEGF-A和VEGF-B以及胎盤生長因子 (PGF) 的活性，而分別抑制脈絡膜毛細血管或腫瘤中新血管的生長。通俗的說法就是其治療癌症的目的是停止血液輸送，讓腫瘤餓死。

## 組成
阿柏西普是一種重組融合蛋白（是種單株抗體），由來自人類VEGF受體1和2胞外域的血管內皮生長因子具有結合作用的部分組成，這些與人類免疫球蛋白G1Fc融合。

## 歷史
再生元製藥於2001年開始用阿柏西普進行治療癌症的臨床試驗。再生元製藥在2003年與Aventis製藥簽署一項重大協議，開發阿柏西普在癌症領域使用（Aventis於2004年為賽諾菲併購）。再生元製藥於2003年開始在增殖性眼疾（增殖性視網膜病變）中透過局部給藥的方式測試這種藥物，該公司並於2006年和拜耳集團簽署一項開發此藥物用於眼科適應症的協議。

## 社會與文化

### 法律地位
FDA於2011年11月核准將阿柏西普用於治療濕性黃斑部病變。
FDA於2012年8月核准將阿柏西普（Zaltrap）與5-氟尿嘧啶、亞葉酸和伊立替康的組合共同使用，用於治療對含奧沙利鉑療程具抗藥性，或是病情惡化的患者。為避免與治療眼睛的版本混淆，FDA為治療癌症的活性成分指定一新名稱：ziv-aflibercept。
歐洲藥品管理局（EMA）於2012年11月批准阿柏西普（Eylea）用於治療濕性黃斑部病變。
EMA又於2013年2月批准阿柏西普 (Zaltrap) 用於原本以奧沙利鉑為基礎治療轉移性大腸癌無效，或是症狀惡化的成人患者。阿柏西普 (Zaltra)與FOLFIRI聯合使用。

### 經濟學
阿柏西普於2015年3月從英國癌症藥物基金會（CDF）同意支付的藥單中除名（CDF成立的目的是為支持那些國民保健署 (英格蘭)不負擔某些癌症治療藥物費用的患者，但最終也因為經費不足而必須停止）。阿柏西普注射劑（美國醫療保健通用程序編碼系統（HCPCS）代碼 J0178）於2007年的支出佔美國聯邦醫療保險B部分的大部分，達到23.6億美元。

## 研究
再生元製藥於2011年3月報告稱，阿柏西普在名為Vital的第III期臨床試驗中，對局部晚期或轉移性非小細胞肺癌（NSCLC）患者二線治療的總體生存期，未能達到總生存期的主要臨床終點，但它達到將轉移性改善的次要終點
再生元製藥於2011年4月報告稱，阿柏西普在轉移性結直腸癌 (mCRC) 二線治療的Velor第III期臨床試驗中達到改善總生存期的主要臨床終點。
截至2011年4月，阿柏西普也在進行激素（荷爾蒙）難治性的轉移性攝護腺癌的第III期臨床試驗。但根據一篇於2013年發表的報導，阿伯西普未能達到總生存期的主要臨床終點。
考科藍合作組織於2016年透過兩項隨機對照試驗，對超過2,400名濕性老年性黄斑部病變患者注射阿柏西普或是蘭尼單抗的結果進行比較。作者指出，採用阿柏西普有可能減輕治療負擔和頻繁注射的風險，但這兩種藥物在視力和形態學結果（治療後眼睛結構的外觀變化）方面產生類似的改善。
於2017年發表的一篇綜述更新研究，針對抗VEGF藥物在糖尿病視網膜病變產生的影響，發現所有三種受到研究的治療方法都比雷射療法具有優勢，但有適度的證據顯示在治療後一年，阿柏西普的療效明顯優於蘭尼單抗和貝伐珠單抗的。

## 外部連結
- . MedlinePlus.   [2024-01-25]. （原始内容存档于2020-08-15）.
- . National Cancer Institute. 2012-08-15  [2023-02-10]. （原始内容存档于2023-12-02）.